# Walter Adolf Strauss
Walter Adolf Strauss (* 14. Mai 1923 in Mannheim; † 5. Februar 2008) war ein deutsch-amerikanischer Literaturwissenschaftler und Hochschullehrer.

## Leben
Walter Adolf Strauss emigrierte 1936 als Jugendlicher vor dem deutschen Antisemitismus in die Vereinigten Staaten und erwarb 1944 an der Emory University in Atlanta den Bachelor-Grad. Im selben Jahr erhielt er die US-amerikanische Staatsangehörigkeit. Er studierte weiter an der Harvard University und wurde dort 1951 promoviert. Nach einer Zeit als Instructor für Romanische Sprachen in Harvard ging er 1954 zurück an die Emory University und stieg auf zum Assistenzprofessor (1954), Associate Professor (1958) und (nach einem Guggenheim-Stipendium 1962–1963) zum Full Professor (1963). Von 1970 bis zu seiner Emeritierung 1993 lehrte er auf dem William-C.-Treuhaft-Lehrstuhl an der Case Western Reserve University in Cleveland.

## Werke
- Proust and literature. The novelist as critic. Harvard University Press, Cambridge, Mass. 1957.
- Descent and return. The orphic theme in modern literature. Harvard University Press, Cambridge, Mass. 1971.
- On the threshold of a new kabbalah. Kafka's later tales. Lang, New York 1988.